# Кучка (приток Колокши)
Кучка (Куческая) — река в России, протекает в Кольчугинском и Юрьев-Польском районах Владимирской области. Устье реки находится в 109 км по правому берегу реки Колокша. Длина реки составляет 15 км, площадь водосборного бассейна — 50,8 км².
Исток реки у деревни Кривдино в 17 км к юго-западу от города Юрьев-Польский. Река течёт на северо-восток, протекает деревни Болдинка, Калмань, Кучки, Сосновый Бор. Крупнейший приток — Бавленка (левый), на которой стоит крупный посёлок Бавлены. Впадает в Колокшу выше села Варварино.

## Данные водного реестра
По данным государственного водного реестра России относится к Окскому бассейновому округу, водохозяйственный участок реки — Клязьма от города Орехово-Зуево до города Владимир, речной подбассейн реки — бассейны притоков Оки от Мокши до впадения в Волгу. Речной бассейн реки — Ока.
По данным геоинформационной системы водохозяйственного районирования территории РФ, подготовленной Федеральным агентством водных ресурсов:
- Код водного объекта в государственном водном реестре — 09010300712110000032129
- Код по гидрологической изученности (ГИ) — 110003212
- Код бассейна — 09.01.03.007
- Номер тома по ГИ — 10
- Выпуск по ГИ — 0